# Аспахо, Самуэль
Самуэль Алехандро Аспахо Моэн (исп. Samuel Alejandro Aspajo Cohen; род. 24 мая 2005, Каракас) — венесуэльский футболист, вратарь клуба «Метрополитанос».

## Клубная карьера
Аспахо — воспитанник клуба «Метрополитанос». 18 июля 2024 года в матче против «Монагас» он дебютировал в венесуэльской Примеры.

## Международная карьера
В 2025 году Аспахо в составе молодёжной сборной Венесуэлы принял участие в молодёжном чемпионате Южной Америки в Венесуэле. На турнире он сыграл в матчах против сборных Чили, Перу, Парагвая и Уругвая.